# Jonathan Davis
Jonathan Howsmon Davis (* 18. ledna 1971, Bakersfield, Kalifornie, USA) je americký zpěvák, bubeník a dudák americké metalové skupiny Korn.
Píše písně s kytarou a dalšími nástroji, jako jsou již zmiňované dudy a bicí. Věnuje se také sólové tvorbě.
S kapelou Korn vydal 13 studiových alb.

## Osobní život

### Rodina
Narodil se a vyrůstal v Bakersfieldu v Kalifornii. Jeho rodiče se rozvedli, když mu byly tři roky. Žil se svým otcem a nevlastní matkou, se kterou neměl příliš dobrý vztah.
Má tři sourozence, dva jsou nevlastní (Allysa Marie Davis, Mark Chavez a Amanda Chavez).

### Dětství a dospívání
Jako dítě byl Davis sexuálně zneužíván blízkým rodinným přítelem.[zdroj⁠?!] Pojednává o tom i jeho singl s názvem Daddy. Je mimo jiné i o tom, že jeho rodiče nechtěli věřit tomu, co se dělo. Jonathanův otec, Rick Davis, později přišel s tím, že toto znásilňování měla na svědomí žena. Popsal to slovy: „Tento čin byl překvapivě spáchán ženou a s Jonem jsme se rozhodli, že její jméno se nikdy nikdo nedozví.“
Jonathan byl často zhroucený a deprimovaný, což se přeneslo do mnoha songů (např. Freak on a Leash, Thoughtless a No Place to Hide). Na střední škole byl šikanován pro svůj styl oblékání a také kvůli hudbě, kterou poslouchal. Tato šikana byla inspirací pro píseň Faget.
Davis trpěl od dětství astmatem, často kvůli tomu pobýval v nemocnici. V pěti letech prodělal vážný astmatický záchvat.[zdroj⁠?!]
Jeho první hudební inspirací v dětství byl muzikál Andrew Lloyd Webbera "Jesus Christ Superstar". Když, ještě jako dítě, dostal svou první bicí soupravu, jeho zájem o hudbu rapidně vzrostl. Mezi jeho oblíbené skupiny patřili mj. Duran Duran.

### Manželství, děti
Jonathan byl dvakrát ženatý.
Poprvé měl svatbu se svou středoškolskou láskou, Renee Perez, v roce 1998 na Medieval Themed Ceremony. Spolu měli syna jménem Nathan Howsmon Davis. V roce 2001 se s Renee rozvedl.
5. listopadu 2004, v další dekádě po vydání prvního alba Korn, se oženil podruhé. Vzal si pornoherečku Deven Davis. Jeho druhé dítě, syn Pirate Howsmon Davis, se narodilo v roce 2005. Davisovo třetí dítě, Zeppelin Howsmon Davis, se narodilo 28. dubna 2007. V srpnu roku 2018 Deven Davis zemřela na předávkování drogami.

## Vznik kapely Korn
Členové skupiny L.A.P.D. James 'Munky' Shaffer a Brian 'Head' Welch objevili Jonathana v baru, kde zpíval se skupinou Sexart. Nabídli mu, aby se k L.A.P.D. přidal. Jonathan nejprve nesouhlasil, ale pak si to rozmyslel a skupina Korn vznikla.

## Zajímavosti
Davis obvykle používá mikrofon Shure a stojan, který mu vytvořil švýcarský umělec H. R. Giger. Používá ho při živých vystoupeních a při natáčení videoklipů.
Na jeho sólové tour "Alone I Play" sedí na trůnu a stojací mikrofon nemá.
Dříve byl Jonathan znám díky svému zvláštnímu sportovnímu oblečení Adidas, které se stalo „značkou“ Korn fanoušků.
Mezi jeho oblíbené singly kapely patří Here to Stay, Do What They Say a Hollow Life.
Davis přestal pít alkohol 22. srpna 1998. Na DVD Deuce hovoří zakladatel Brian 'Head' Welch, že je na Jonathana velmi pyšný.
Jeho mladší nevlastní bratr, Mark Chavez, je zakladatelem kapely Adema a zpěvákem Midnight Panic. Kapele Adema pomáhal Jonathan produkovat jejich druhé album, Unstable.
Jonathan Davis byl dříve[kdy?] závislý na methanfetaminu.

## Sólová kariéra
V říjnu roku 2007 Jonathan oznámil, že startuje své akustické sólo tour nazvané "Alone I Play". První koncert proběhl v listopadu 2007.
Davis řekl, že by rád hrál songy z Queen Of the Damned soundtrack, ojediněle nehrané Korn songy a klasiky. Tour je kompletně produkována Richardem Gibbsnem.
Na turné také spolupracuje s:
- Michael Jochum - perkusy
- Shane Gibson - kytara
- Miles Mosely - kontrabas
- Zac Baird - klávesy
- Shenkar - viola

DVD/CD z této tour lze očekávat na rok 2008 pod názvem Alone I Play CD/DVD.